# Hylophila nipponica
Hylophila nipponica är en orkidéart som först beskrevs av Noriaki Fukuyama, och fick sitt nu gällande namn av Tsan Piao Lin. Hylophila nipponica ingår i släktet Hylophila och familjen orkidéer. Inga underarter finns listade i Catalogue of Life.